# Věznice Sainte-Pélagie
Věznice Sainte-Pélagie (francouzsky Prison Sainte-Pélagie) je bývalé vězení v Paříži. Nacházelo se v 5. obvodě mezi dnešními ulicemi Rue de la Clef a Rue du Puits-de-l'Ermite. Věznice byla určena od Velké francouzské revoluce pro politické vězně. Byli zde vězněni monarchisté, revolucionáři, republikáni i anarchisté a také příslušníci francouzské inteligence – lékaři, malíři, spisovatelé, politici, vědci, úředníci, pamfletisté…

## Historie
V roce 1662 vznikla nadace padlých dívek, která se v roce 1665 přestěhovala do 5. obvodu. V roce 1790 byla přeměněna na vězení pro politické odpůrce a v roce 1811 na departementální věznici mj. pro dlužníky. Protože přestala budova vyhovovat, byla v roce 1899 zbořena.

## Výběr slavných vězňů
- Étienne Arago, spisovatel a politik
- Madame du Barry, šlechtična
- Aristide Bruant, spisovatel
- Gustave Courbet, malíř
- Honoré Daumier, malíř a sochař
- Évariste Galois, matematik
- Félicité Robert de Lamennais, kněz
- André Laurie, novinář
- Gérard de Nerval, básník
- Pierre-Joseph Proudhon, anarchista
- Markýz de Sade, spisovatel
- Eugène François Vidocq, policista